# Urban Legends Reference Pages
Urban Legends Reference Pages (в превод от английски: „Справочни страници за градските легенди“), известен и като Snopes.com, е уебсайт, посветен на установяването на истинността на много градски легенди, слухове, разпространявани по Интернет и други подобни истории с неясен или съмнителен произход. Snopes.com се поддържа от Барбара и Дейвид Микълсън, съпружеска двойка от Калифорния, които се оженват след като се запознават в новинарската група Alt.folklore.urban (посветена на обсъждането на „градския фолклор“).
Според секцията „Често задавани въпроси“  на сайта името Snopes е взето от едноименното семейство Архив на оригинала от 2006-10-10 в Wayback Machine. от произведенията на Уилям Фокнър.